# Leptotarsus (Macromastix) igniceps
Leptotarsus (Macromastix) igniceps is een tweevleugelige uit de familie langpootmuggen (Tipulidae). De soort komt voor in het Australaziatisch gebied.